# Antonio Salviati

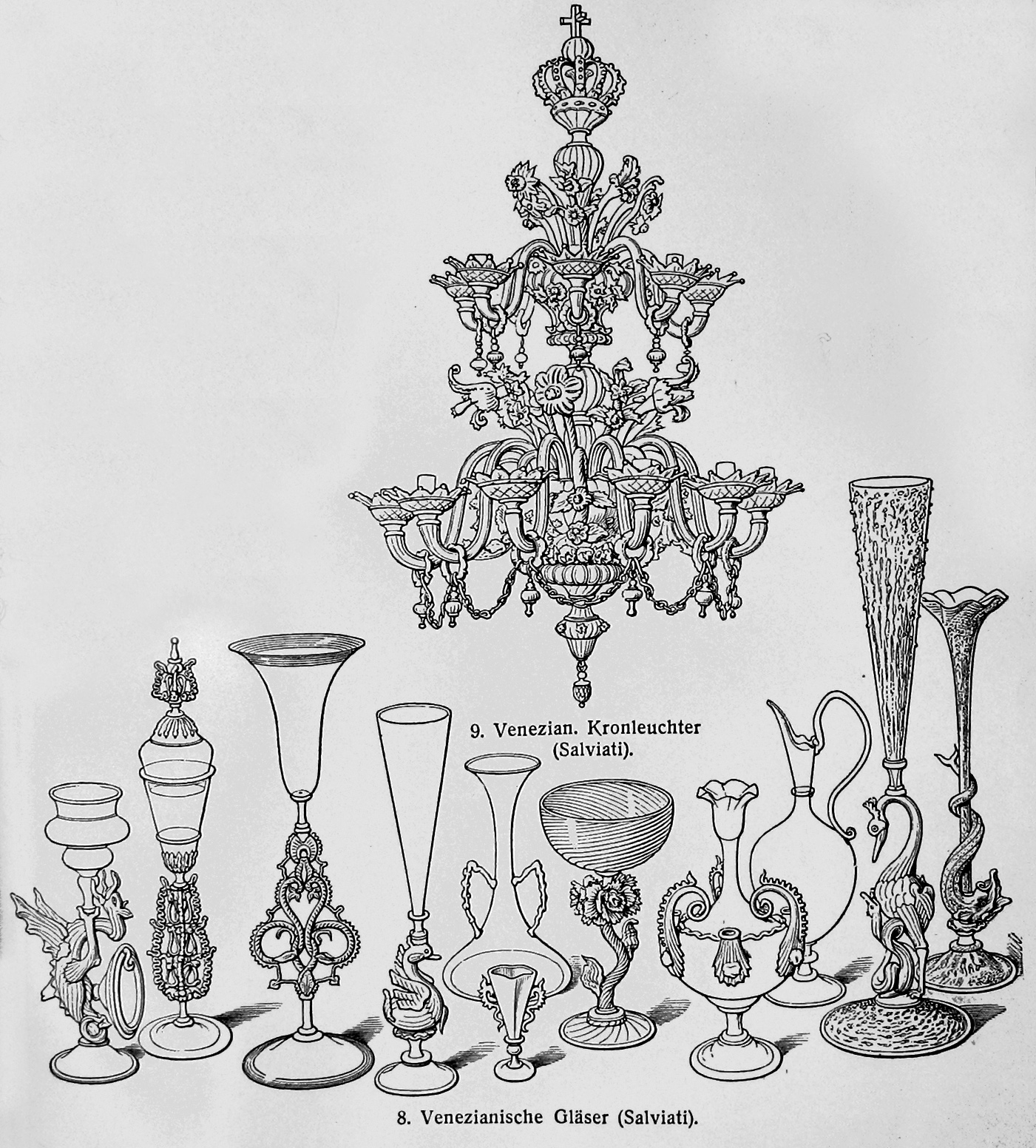
Glaswaren von Salviati im 19. Jahrhundert

Antonio Salviati (* 18. März 1816 in Vicenza; † 25. Januar 1890 in Venedig) war ein italienischer Industrieller. Er studierte Jura in Padua und Wien und wurde Rechtsanwalt. Die Beteiligung an der Restaurierung von Mosaiken des Markusdoms in Venedig weckte sein Interesse an der Glasherstellung, namentlich der Herstellung von Glasmosaiken. Die Produktion Salviatis rühmte sich später jedoch auch für andere Produkte wie Gefäße jeder Art, die spätestens seit der Weltausstellung Paris 1867 in aller Munde waren.

## Glaswaren
1860 gründete Salviati auf Murano bei Venedig eine eigene Fabrik und trug in Zeiten des beginnenden Tourismus Anfang des 19. Jahrhunderts ebenso wie die 1860 auf Murano eingerichtete Glasfachschule zur Wiederbelebung der alten Glasfabrikation Venedigs bei. Als seine Mittel nicht mehr ausreichten, übernahm 1866 eine englische Gesellschaft nicht nur die Fortführung seiner Firma, sondern baute eine neue Fabrik. Salviati fungierte anfangs mehr, später weniger als Leiter dieses Unternehmens, um im Mai 1877 schließlich auszuscheiden. Ende 1877 gründete er in Murano eine andere Fabrik und wendete sich in erhöhtem Maße den Wandmosaiken zu.
Salviati bemühte sich, traditionelles Fachwissen in moderne Fertigungsverfahren einzubringen. Die ersten Erfolge hatten ihn ermutigt, auch venezianische Glasgefäße des 16. und 17. Jahrhunderts zu imitieren und damit bewusst wieder an die Glaskunst der Renaissance mit ihren dünnwandigen Flügelgläsern, Faden- und Netzgläsern (reticella) anzuknüpfen. In der Vergangenheit hatte sich die Herstellung von Kunstglas vornehmlich auf teure Einzelstücke beschränkt. Salviati war einer der ersten italienischen Fabrikanten, der hauptsächlich für den Export gedachte Glaserzeugnisse in großer Stückzahl produzierte und dafür eine beträchtliche Anzahl qualifizierter Facharbeiter beschäftigte. Die Entwürfe aus Salviatis Unternehmen waren im 19. Jahrhundert auf vielen Ausstellungen vertreten und wurden vor allem in Großbritannien zur Zeit Königin Viktorias populär.

## Glasmosaiken
Salviatis Glasmosaikfabrikation, die sich auch mit der Nachbildung großer Werke der Malerei befasste, nahm aufgrund fortschrittlicher Technik ebenfalls großen Aufschwung. Bei den mittelalterlichen Mosaiken wurden die darzustellenden Gegenstände auf die Putzfläche gemalt und die Glaspasten an Ort und Stelle fertig eingefügt. Dieses Verfahren wurde nun dadurch ersetzt, dass der Künstler das ganze Bild in seinem Atelier aus den Pasten zusammenfügte, wobei auch noch Veränderungen durchgeführt werden konnten, und dann mit starkem Papier überklebte. Das auf diese Weise entstandene Werk wurde dann in einzelne Stücke zerschnitten, die am Verwendungsort der Nummerierung entsprechend in den weichen Mörtel gedrückt werden konnten.
Das größte derartig entstandene Werk waren die von der Werkstatt Salviatis 1880/81 ausgeführten Kuppelmosaiken des Aachener Doms, die sich an den geringen Resten des ursprünglichen Bildes orientierten. Die Kirche Karls des Großen war nach 1815 in vernachlässigtem Zustand. Die Säulen im Hochmünster waren herausgebrochen, die Wände mit Stuck überzogen; an die Zeit Karls des Großen erinnerte nur noch wenig. Als erste Restaurierungsmaßnahme wurden 1869/70 die Säulen wieder aufgestellt und der Stuck abgeschlagen. Das ursprüngliche, vielleicht schon um 800 ausgeführte Motiv des Kuppelmosaiks war aus mittelalterlichen Quellen bekannt: Christus als triumphierender Weltenherrscher, umgeben von den Symbolen der vier Evangelisten, dem die 24 Ältesten aus der Apokalypse des Johannes ihre Kronen darbringen. Diese Darstellung wurde schließlich nach Entwürfen des belgischen Architekten Jean-Baptiste de Béthune neu geschaffen.
Salviati hat in fast allen größeren Städten Europas Glasmosaiken ausgeführt, darunter auch die von Anton von Werner entworfenen Mosaiken der Berliner Siegessäule. In Deutschland wurden überwiegend Häuserfassaden mit Glasmosaiken ausgestattet, die auch wegen ihrer Wetterfestigkeit häufig den Malereien vorgezogen wurden. Dazu gehörten in Heringsdorf auf der Ostseeinsel Usedom das Mosaik im Giebel der Villa Oechsler, das Badende Grazien zeigt, und das Motiv Der Triumph der Wahrheit von Fritz Roeber im Triumphportal der Alten Kunsthalle in Düsseldorf. In Frankreich sind große Glasmosaik-Dekorationen in der Pariser Oper, in der Apsis des Pariser Panthéons sowie in der Kirche Notre-Dame de la Garde in Marseille entstanden. Außerdem lieferte das Unternehmen zum Teil aufwändige Arbeiten für die Schlosskapelle von Windsor, die St Paul’s Cathedral und Halle des Palace of Westminster sowie für die Westminster Abbey in London.

## Galerie

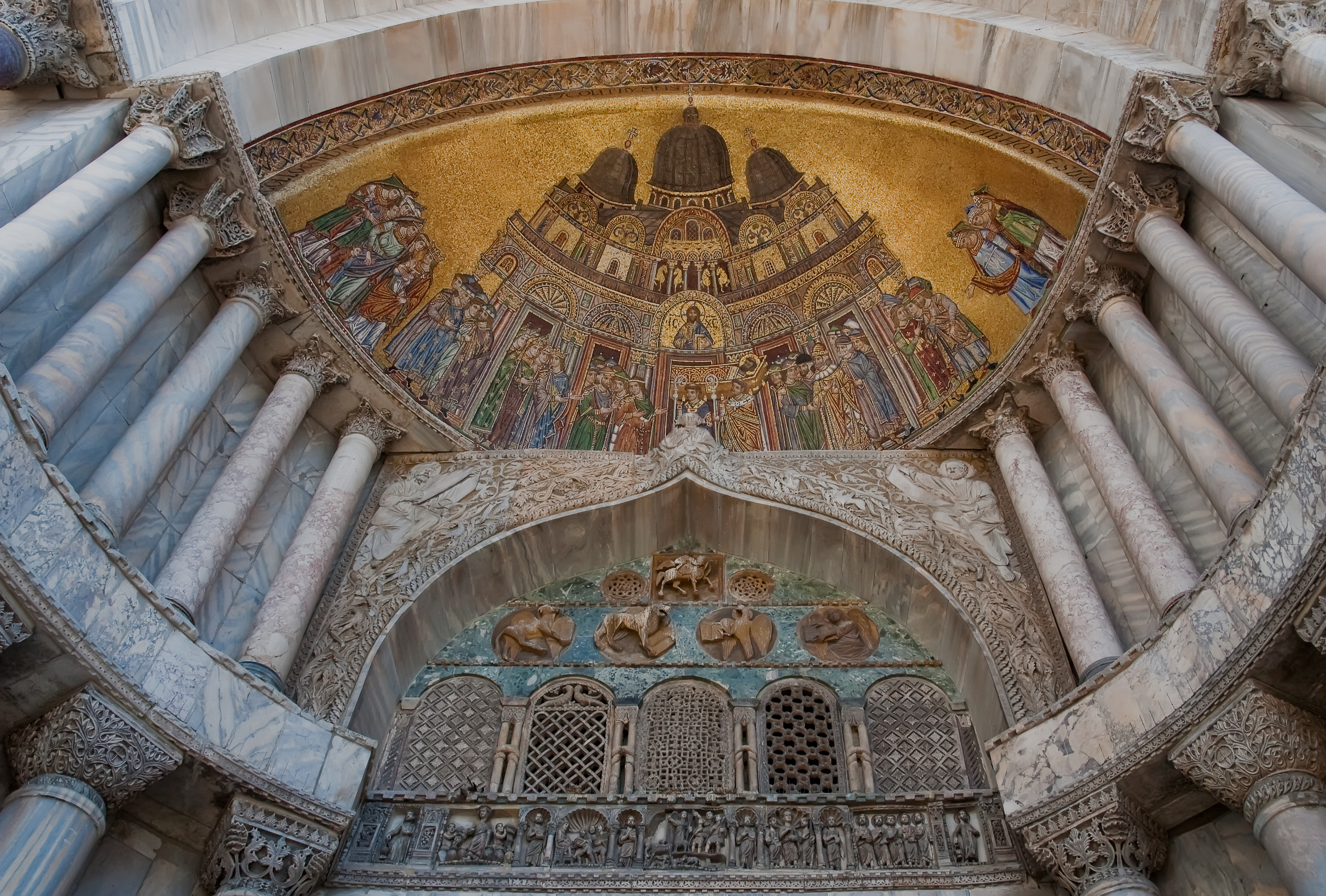
Mosaik über einer Pforte des Markusdoms in Venedig
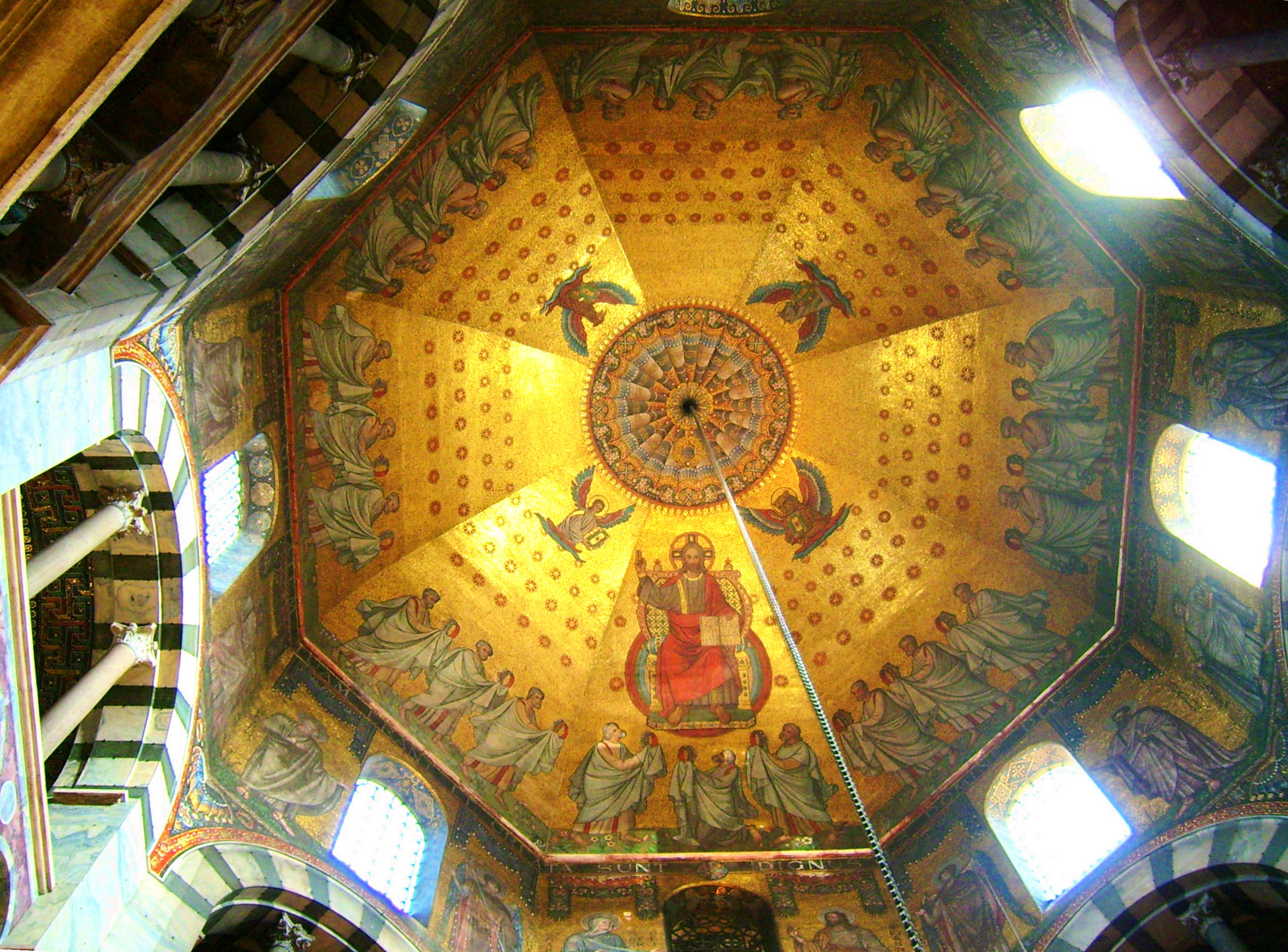
Kuppelmosaik im Aachener Dom
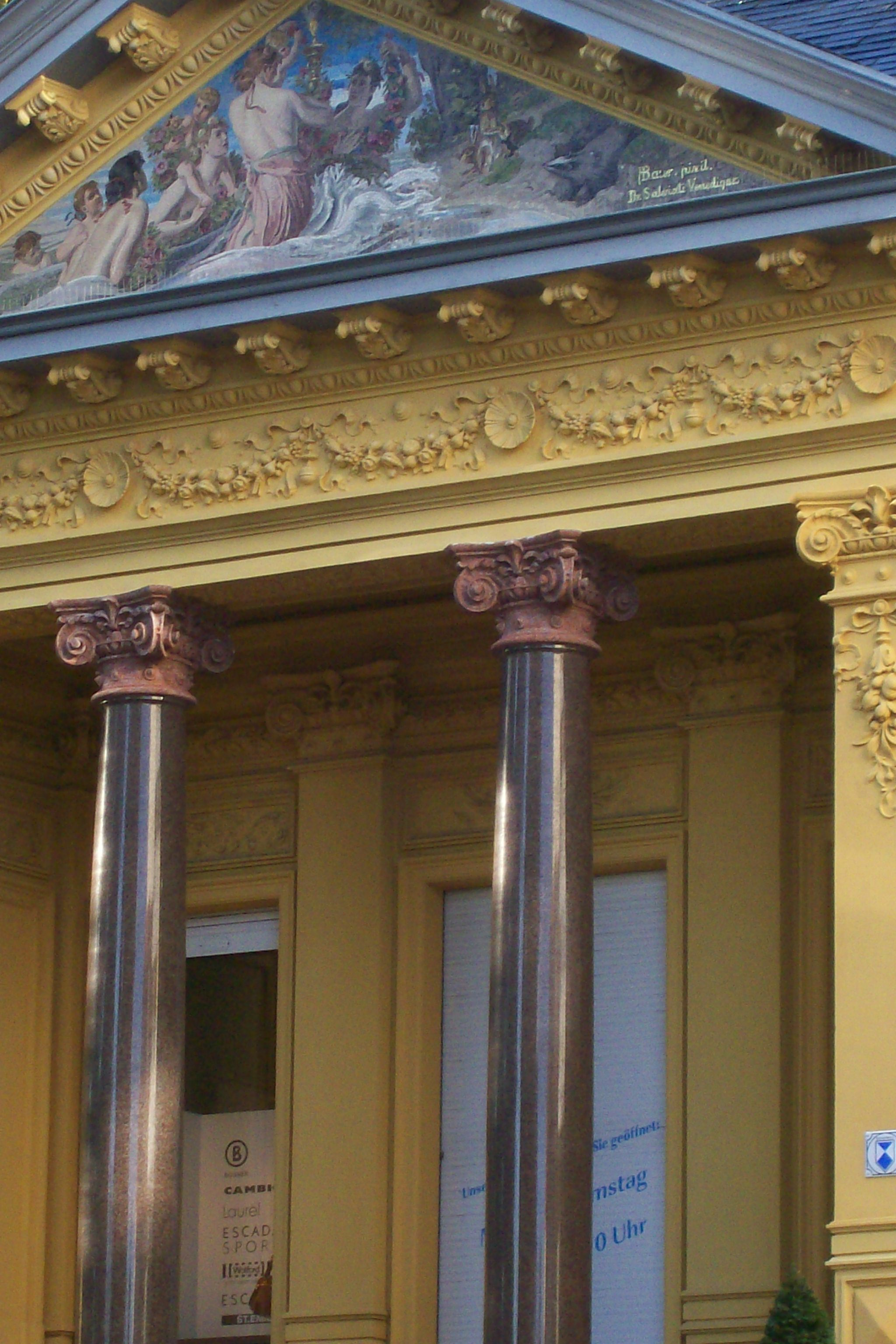
Badende Grazien der Heringsdorfer Villa Oechsler
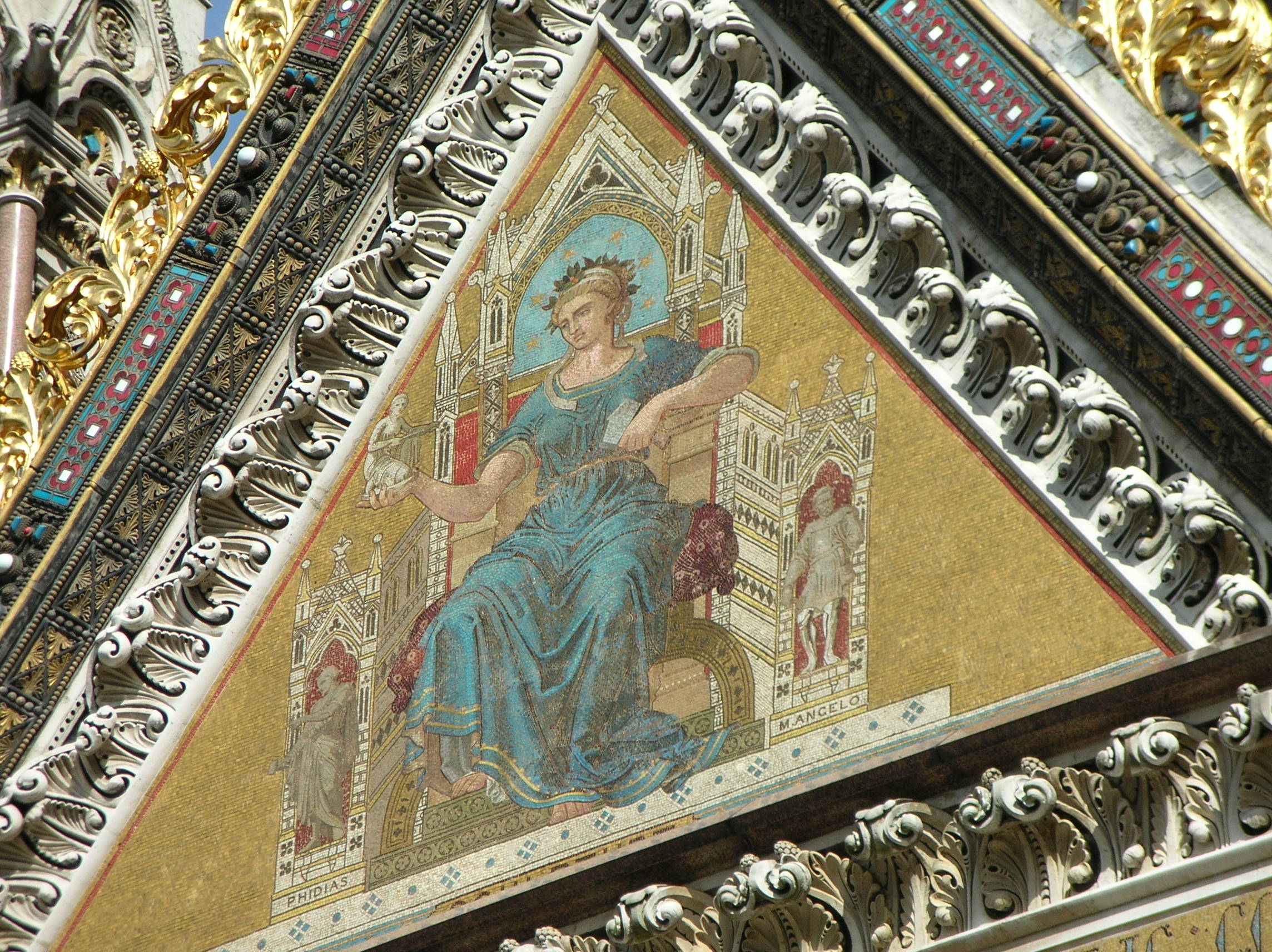
Mosaik am Albert Memorial, London